# Dirphia jorgenseni
Dirphia jorgenseni är en fjärilsart som beskrevs av William Schaus 1921. Dirphia jorgenseni ingår i släktet Dirphia och familjen påfågelsspinnare. Inga underarter finns listade i Catalogue of Life.